# میدووویو استیت (کنتاکی)
میدووویو استیت (به انگلیسی: Meadowview Estates) شهری در ایالت کنتاکی کشور ایالات متحده آمریکا است که جمعیت آن در سرشماری سال ۲۰۱۰ میلادی، ۳۶۳ نفر بوده‌است.